# Конунг
Ко́нунг (прагерм. *kuningaz, др.-сканд. ᚲᛟᚾᚢᛜᚱ, konungr, др.-англ. ᚳᚣᚾᛁᛝ, cyning) — древнегерманский термин для обозначения верховного правителя. В эпоху зрелого Средневековья этот термин соответствует понятию король (напр., шведский король Магнус Ладулос).

## Этимология и вариации
Точная этимология слова является дискуссионной и существует несколько версий. Согласно одной из них *kun означает родство, а термин — потомок правителя. Например, в Песне о Риге младшим сыном Ярла упомянут Кон, именуемый юным. В оригинале это имя звучит как др.-сканд. Konr ungr и означает «юный отпрыск».
Советский филолог-скандинавист М. И. Стеблин-Каменский определяет происхождение слова конунг прибавлением словообразовательного суффикса ingr/ungr к слову род (др.-сканд. Konr), а, следовательно, конунг — человек из соответствующего рода, родственник.
Слово «князь», которое есть во всех славянских языках, по распространённой версии также родственно слову конунг через древнегерманский корень *kun-ing- и является древним общеславянским заимствованием. Это заимствование встречается и в других негерманских языках: в финском и эстонском — kuningas; латышском — kungs (господин) и ķēniņš (король); литовском — kunigas или kunigaikštis; саамском — gonagas или konagas; татарском — кенәз; и других. В ряде случаев заимствование шло не напрямую, а опосредованно через третьи языки, например, через древнерусский.
Также существует множество кеннингов для обозначения конунга, такие, например, как упомянутый в Беовульфе даритель колец — как способ отблагодарить своих воинов путём раздачи им золотых колец.

## Социальное положение
Как видно из Песни о Риге, конунги вышли из среды ярлов. Их появление связано с процессом образования национальных государств. Так как эти новые государственные образования появлялись в ходе борьбы ярлов за верховенство, то, чем больше укрупнялось государство, тем больше возвышался один ярл над всеми остальными. В результате ярлы из верховных и самостоятельных правителей превратились в вассалов конунгов и их наместников.
В период до принятия христианства конунг исполнял три функции:
- судебную в ходе тинга;
- военную во время войны;
- жреческую во время жертвоприношений.

Положение конунгов являлось наследственным, но для того, чтобы вступить на престол, ему требовалось одобрение народа. Все сыновья и люди достаточного происхождения могли добиваться титула конунга (например, Оттар из Холугаланда добивался титула конунга). Это обстоятельство нередко приводило к двоевластию, когда два брата одновременно становились конунгами.
В ранний период конунгу принадлежал один или несколько кораблей, дружина (др.-сканд. drótt) и обширный земельный надел — вотчина. Последнее нередко становилось причиной феодальных междоусобиц. В некоторых случаях конунг не имел земельных владений и вёл странствующий образ жизни на корабле — таких конунгов называли сэконунгами (морскими конунгами).
В качестве жреца конунг просил одобрения своих действий богами. Например, Эйрик Победоносный обращался к Одину на третий день битвы на Фирисвеллире. Также конунг руководил блотом в важных общественных местах, таких как Храм Уппсалы. Отказ от этой обязанности мог стоить конунгу власти. Так случилось, например, с Хаконом Добрым, пытавшимся навязать христианство соплеменникам, а также с Анундом Гордске, из-за христианских убеждений отказавшимся участвовать в блоте и низложенным в 1070 году.

## Алкоголь
Потребление алкоголя занимало важное место в жизни скандинавов древности. Как указывает исследователь потребления алкоголя писатель Марк Форсайт, показателем господства у скандинавов выступал пиршественный дом («медовый чертог»), поскольку первоочередной обязанностью конунга было обеспечивать дружину выпивкой. Тем самым конунг демонстрировал своё могущество. И наоборот, те, кто пил у кого-то в чертоге, по закону чести несли военную службу в дружине хозяина. Алкоголь в буквальном смысле означал власть. Посредством алкоголя скандинавы присягали на верность. Так, в «Беовульфе» конунг Хродгар, чтобы продемонстрировать своё могущество, возводит блистательный чертог Хеорот под золотой кровлей, на высоких столбах и украшенный золотом.